# District d'Aveiro
Pour les articles homonymes, voir Aveiro (homonymie).
Le district d'Aveiro est un district du Portugal.
Sa superficie est de 2 808 km2, ce qui en fait le 14e du pays en superficie. Sa population est de 713 000 habitants (2001).
Sa capitale en est la ville éponyme d'Aveiro.

## Municipalités
| Blason | Nom    | Superficie | Population | Densité | Paroisses civiles | Paroisses civiles | Paroisses civiles | Sous-région |
| Blason | Nom    | Superficie | Population | Densité | T                 | V                 | M                 | Sous-région |
| ------ | ------ | ---------- | ---------- | ------- | ----------------- | ----------------- | ----------------- | ----------- |
|        | Águeda | 335,3      | 47 729     | 148     | 20                | 1                 | 0                 | Baixo Vouga |

Le district d'Aveiro comprend 19 municipalités :
- Águeda ;
- Albergaria-a-Velha :
- Anadia ;
- Arouca ;
- Aveiro ;
- Castelo de Paiva ;
- Espinho ;
- Estarreja ;
- Ílhavo ;
- Mealhada ;
- Murtosa ;
- Oliveira de Azeméis ;
- Oliveira do Bairro ;
- Ovar ;
- Santa Maria da Feira ;
- São João da Madeira ;
- Sever do Vouga ;
- Vagos ;
- Vale de Cambra.